# Kokélé
Kokélé è un comune rurale del Mali facente parte del circondario di Bougouni, nella regione di Sikasso.
Il comune è composto da 11 nuclei abitati:
- Bogoribougou
- Damana
- Diamana
- Dissan
- Djeguenina
- Kokélé
- Makono
- Mena
- Momissala
- N'Gnagnala
- Sokoni